# Wildwechsel (Zeitschrift)
Der Wildwechsel ist ein deutsches, regionales Printmagazin, das monatlich erscheint.
Das Magazin wird seit 1986 vom Wildwechsel Verlag herausgegeben. Inhaber ist Fedor Waldschmidt.

## Inhalt und Auflage
Der Wildwechsel ist ein monatlich erscheinendes Regionalmagazin, das in zwei Ausgaben mit einer Druckauflage von 27.000 Exemplaren  erscheint. Die Nord-Ausgabe (Region: OWL, Kassel-Paderborn) dem Ur-Wildwechsel, und der Süd-Ausgabe (Region: Nord-Hessen, Kassel-Marburg). Im Wildwechsel finden sich Themen und Trends aus der Region  von gesellschaftlichen Entwicklungen bis hin zu kulturellen Ereignissen, Konzerten und Festivals sowie ein Veranstaltungskalender. Darüber hinaus gibt es Verlosungen, die Kleinanzeigenrubrik und Artikel zu überregionalen Themen. Regelmäßig werden neue Filme und Platten rezensiert. Impressionen von ausgewählten Veranstaltungen in der Ww Region werden in Form einer Fotostrecke in der Live Dabei Rubrik gezeigt.

## Geschichte
Matthias Hottenträger, Albert Völkl, Michael Beerlage und Fedor Waldschmidt gründeten im Jahre 1985 in Hofgeismar das Veranstaltungsmagazin "Wildwechsel". Die erste Redaktionssitzung wurde im Cafe "Neue Welt" am Töpfermarkt in Hofgeismar gehalten. Sibylle Hüser entwarf für den ersten Wildwechsel das Cover. Die erste Ausgabe des Wildwechsel erschien bereits im Frühjahr 1986. Ein Jahr später im Jahre 1987 übernahmen Fedor Waldschmidt und Jürgen Koch die Leitung des Wildwechsel-Magazins. 1996 übernahm Fedor Waldschmidt (bis heute Chef des Wildwechsel) die Leitung der Wildwechsel Redaktion.
Im Gründungsjahr 1986 betrug die Druckauflage des Ur-Wildwechsel (Nord-Ausgabe) 3.000 Exemplare; schon im Jahre 1988 erhöhte sich die Druckauflage auf 8.000 Exemplare. Im Jahre 1992 wechselte der Redaktionssitz von Hofgeismar über Grebenstein in die Hansestadt Warburg.
1994 erschien erstmals die Südausgabe des Wildwechsel, diese wird zwischen Marburg und Kassel verteilt.
Anfang 2012 wurde ein iTunes Podcast erstellt der es ermöglicht allen iPhone oder iPad Lesern des Wildwechsel-Magazins kostenfrei ab Erscheinungsdatum die aktuelle Ausgabe des Magazins online zu lesen.

## Vertrieb
- Nord-Ausgabe (Paderborn-Kassel): Vertrieb an 473 ausgewählten Stellen
- Süd-Ausgabe (Marburg-Kassel): Vertrieb an 327 ausgewählten Stellen

Die Verteilung erfolgt zielgruppengerecht über den Einzelhandel, Gastronomie, Kinos, Musikclubs, Bühnen- und Theatereinrichtungen.